# NGC 289
NGC 289 (ook wel PGC 3089, ESO 411-25, MCG -5-3-10, VV 484, AM 0050-312 of IRAS00502-3128) is een balkspiraalstelsel in het sterrenbeeld Beeldhouwer. NGC 289 staat op ongeveer 61 miljoen lichtjaar van de Aarde.
NGC 289 werd op 27 september 1834 ontdekt door de Britse astronoom John Herschel.